# Třída Di Giussano
Třída Di Giussano byla třída italských lehkých křižníků, která je považována za první podskupinu rozsáhlé třídy italských lehkých křižníků Condottieri. Celkem byly postaveny čtyři jednotky třídy Di Giussano. Ve službě byly v letech 1928–1942. Rychlá a dobře vyzbrojená plavidla měla naopak lehkou konstrukci a minimální pancéřování. Všechna byla potopena za druhé světové války.

## Pozadí vzniku
Křižníky této třídy byly navrženy jako protiváha abnormálně velkých a silně vyzbrojených francouzských „supertorpédoborců“ počínaje třídou Chacal. Proto byly tyto křižníky rychlé a relativně dobře vyzbrojené, ale jen málo pancéřované, protože při jejich konstrukci byl kladen důraz zejména na rychlost. Čtyři křižníky této třídy byly postaveny v letech 1928–1932.
Jednotky třídy Di Giussano:
| Jméno                     | Založení kýlu | Spuštěna       | Vstup do služby | Poznámka                                                             |
| ------------------------- | ------------- | -------------- | --------------- | -------------------------------------------------------------------- |
| Alberto di Giussano       | 1928          | 27. dubna 1930 | 5. února 1931   | Dne 13. prosince 1941 byl potopen v bitvě u mysu Bon.                |
| Alberico da Barbiano      | 1928          | 23. srpna 1930 | 9. června 1931  | Dne 13. prosince 1941 byl potopen v bitvě u mysu Bon.                |
| Bartolomeo Colleoni       | 1928          | 1930           | 10. února 1932  | Dne 19. července 1940 byl potopen v bitvě u mysu Spatha.             |
| Giovanni delle Bande Nere | 1928          | 27. dubna 1930 | duben 1931      | Dne 1. dubna 1942 křižník potopila britská ponorka třídy U HMS Urge. |

## Konstrukce

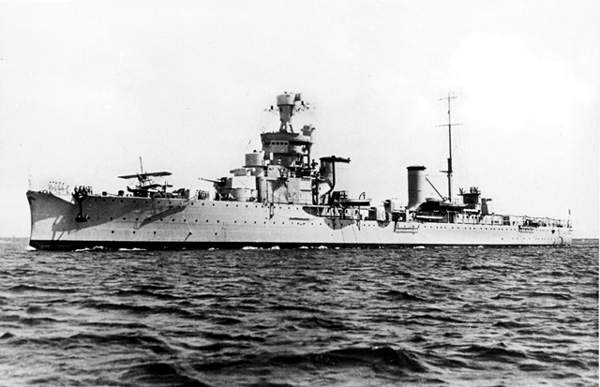
Alberico da Barbiano

Hlavní výzbroj tvořilo osm 152mm kanónů ve čtyřech dvoudělových věžích. Děla měla délku hlavně 53 ráží, dostřel 23 600 metrů a rychlost střelby 5 ran za minutu. Doplňovalo je šest sekundární děl ráže 100 mm a lehká výzbroj v podobě osmi 37mm kanónů a osmi 13,2mm kulometů. Dále nesly dva dvojité 533mm torpédomety. Byly vybaveny katapultem a dvěma hydroplány. Pancéřování bylo jen lehké. Boky měly sílu až 24 mm, paluba měla sílu 20 mm a čela dělových věží 23 mm. Pohonný systém tvořilo šest kotlů a dvě turbínová soustrojí o výkonu 95 000 hp, pohánějící dva lodní šrouby. Nejvyšší rychlost dosahovala 36,5 uzlu. Dosah byl 3800 námořních mil při rychlosti 18 uzlů.

## Operační nasazení

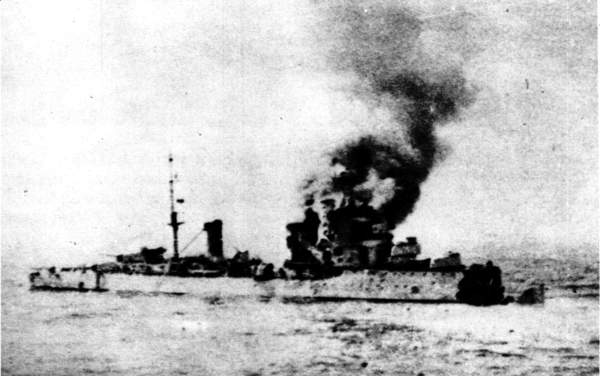
Zánik křižníku Bartolomeo Colleoni v bitvě u mysu Spatha

Všechny čtyři lodě bojovaly v řadě střetnutí druhé světové války a všechny byly v bojích potopeny. Bartolomeo Colleoni byl potopen v červenci 1940 v bitvě u mysu Spatha. Alberico da Barbiano a Alberto di Giussano byly potopeny třemi britskými a jedním nizozemským torpédoborcem v prosinci 1941 v bitvě u mysu Bon. Nakonec křižník Giovanni delle Bande Nere potopila v dubnu roku 1942 britská ponorka HMS Urge.